# اوپل کاسکادا
اوپل کاسکادا (انگلیسی: Opel Cascada) یک خودروی کانورتیبل چهار نفره است که توسط خودروساز آلمانی اوپل تولید می‌شود. اولین بار در سال ۲۰۱۳ معرفی شد و بر پایه پلت فرم Opel Astra ساخته شده‌است. کاسکادا سقفی پارچه ای دارد که تنها در ۱۷ ثانیه باز و بسته می‌شود.
کاسکادا با طیف وسیعی از موتورهای بنزینی و دیزلی از جمله یک موتور ۱٫۴ لیتری توربوشارژ چهار سیلندر و یک موتور ۲٫۰ لیتری دیزلی عرضه می‌شود. دارای طیف وسیعی از ویژگی‌ها از جمله صندلی‌های چرمی، صندلی‌های جلوی گرم شونده، سیستم تهویه مطبوع اتوماتیک دو منطقه ای و سیستم صوتی با هفت بلندگو است.
Opel Cascada به‌طور کلی برای دینامیک رانندگی خود نقدهای مثبتی دریافت کرده‌است و منتقدان به سواری نرم و هندلینگ پاسخگو اشاره می‌کنند. با این حال، برخی از منتقدان خاطرنشان کرده‌اند که فضای داخلی Cascada در مقایسه با برخی از رقبای آن تا حدودی قدیمی است.
به‌طور کلی، اوپل کاسکادا برای خریدارانی که به دنبال یک کانورتیبل مقرون به صرفه با عملکرد و ویژگی‌های خوب هستند، انتخاب خوبی است.